# Dalea pinetorum
Dalea pinetorum är en ärtväxtart som beskrevs av Howard Scott Gentry. Dalea pinetorum ingår i släktet Dalea, och familjen ärtväxter.

## Underarter
Arten delas in i följande underarter:
- D. p. anilantha
- D. p. pinetorum